# Nickolbaai
De Nickolbaai is een baai in de regio Pilbara in West-Australië, gelegen tussen het schiereiland Burrup en het eiland Dixon. Karratha is de dichtst bijgelegen stad. 
De Nickolbaai maakt deel uit van de Dampier-archipel met haar rijke Aboriginesgeschiedenis en grote verscheidenheid aan fauna en flora. De kust werd er voor het eerst in kaart gebracht door Nederlandse ontdekkingsreizigers in 1628. William Dampier was de eerste Europeaan die er een voet aan de grond zette. De baai kreeg haar naam tijdens een expeditie van Phillip Parker King in 1818.
Op 10 mei 1861 ging het schip Dolphine van de expeditie van Francis Thomas Gregory voor anker in de Nickolbaai. Ze gingen aan land in de zuidoostelijke hoek van de baai bij Hearson's Cove en richtten er hun basiskamp op. Hearson's Cove werd vernoemd naar een lid van de expeditie die gewond raakte door een geweerschot dat per ongeluk afging. De expeditie legde de basis voor de latere kolonisatie van het noordwesten van West-Australië.
City of Karratha werd in 1871 opgericht als het Nickol Bay District.